# Steropleurus politus
Steropleurus politus är en insektsart som först beskrevs av Bolívar, I. 1901.  Steropleurus politus ingår i släktet Steropleurus och familjen vårtbitare. Inga underarter finns listade i Catalogue of Life.